# Li Jingliang
Li Jingliang (chiń. 李景亮; ur. 20 marca 1988 w Tacheng) - chiński zawodnik MMA walczący w kategorii półśredniej. Od 2014 roku związany z Ultimate Fighting Championship (UFC).

## Osiągnięcia

### Brazylijskie jiu-jitsu
- 2013: Pierwsze miejsce w China Open (92 kg, purpurowy pas)
- 2013: Pierwsze miejsce China Open (Absolute, purpurowy pas)[3]

### Mieszane sztuki walki
- 2012-2013: Mistrz Legend FC w wadze półśredniej

## Lista zawodowych walk w MMA
| Wynik     | Bilans | Przeciwnik (bilans przed walką)  | Rozstrzygnięcie                         | Runda | Czas | Rozgrywki                                                 | Data       | Miejsce      | Uwagi                                                     |
| --------- | ------ | -------------------------------- | --------------------------------------- | ----- | ---- | --------------------------------------------------------- | ---------- | ------------ | --------------------------------------------------------- |
| Przegrana | 19-9   | Carlos Prates (19-6)             | KO (lewy hak)                           | 2     | 4:02 | UFC 305                                                   | 17.08.2024 | Perth        |                                                           |
| Przegrana | 19-8   | Daniel Rodriguez (16-2)          | Decyzja (niejednogłośna)                | 3     | 5:00 | UFC 279                                                   | 10.09.2022 | Las Vegas    | Limit umowny -80 kg                                       |
| Wygrana   | 19-7   | Muslim Salikhov (18-2)           | TKO (ciosy pięściami i łokciami)        | 2     | 4:38 | UFC on ABC: Ortega vs. Rodríguez                          | 16.07.2022 | Elmont       | Bonus za występ wieczoru                                  |
| Przegrana | 18-7   | Chamzat Czimajew (9-0)           | Poddanie (duszenie zza pleców)          | 1     | 3:16 | UFC 267                                                   | 30.10.2021 | Abu Zabi     |                                                           |
| Wygrana   | 18-6   | Santiago Ponzinibbio (27-3)      | KO (cios)                               | 1     | 4:25 | UFC on ABC: Holloway vs. Kattar                           | 16.01.2021 | Abu Zabi     | Bonus za występ wieczoru                                  |
| Przegrana | 17-6   | Neil Magny (21-7)                | Decyzja (jednogłośna)                   | 3     | 5:00 | UFC 248                                                   | 07.03.2020 | Las Vegas    |                                                           |
| Wygrana   | 17-5   | Elizeu Zaleski dos Santos (21-5) | TKO (ciosy pięściami)                   | 3     | 4:51 | UFC Fight Night: Andrade vs. Zhang                        | 31.08.2019 | Shenzhen     | Bonus za występ wieczoru                                  |
| Wygrana   | 16-5   | David Zawada (16-4)              | TKO (kopnięcie boczne na wątrobę)       | 3     | 4:07 | UFC Fight Night: Blaydes vs. Ngannou 2                    | 24.11.2018 | Pekin        | Bonus za występ wieczoru                                  |
| Wygrana   | 15-5   | Daichi Abe (6-1)                 | Decyzja (jednogłośna)                   | 3     | 5:00 | UFC Fight Night: Cowboy vs. Edwards                       | 23.06.2018 | Kallang      |                                                           |
| Przegrana | 14-5   | Jake Matthews (12-3)             | Decyzja (jednogłośna)                   | 3     | 5:00 | UFC 221                                                   | 11.02.2018 | Perth        | Bonus za walkę wieczoru                                   |
| Wygrana   | 14-4   | Zak Ottow (15-4)                 | TKO (ciosy pięściami)                   | 1     | 2:57 | UFC Fight Night: Bisping vs. Gastelum                     | 25.11.2017 | Szanghaj     | Bonus za występ wieczoru                                  |
| Wygrana   | 13-4   | Frank Camacho (20-4)             | Decyzja (jednogłośna)                   | 3     | 5:00 | UFC Fight Night: Holm vs. Correia                         | 17.06.2017 | Kallang      | Bonus za walkę wieczoru                                   |
| Wygrana   | 12-4   | Bobby Nash (8-1)                 | KO (ciosy)                              | 2     | 4:45 | UFC on Fox: Shevchenko vs. Peña                           | 28.01.2017 | Denver       |                                                           |
| Wygrana   | 11-4   | Anton Zafir (7-2)                | KO (ciosy)                              | 1     | 2:46 | The Ultimate Fighter: Team Joanna vs. Team Cláudia Finale | 08.07.2016 | Las Vegas    |                                                           |
| Przegrana | 10-4   | Keita Nakamura (30-6-2. 1 NC)    | Poddanie (duszenie zza pleców w stójce) | 3     | 2:17 | UFC Fight Night: Barnett vs. Nelson                       | 27.09.2015 | Saitama      |                                                           |
| Wygrana   | 10-3   | Dhiego Lima (10-3)               | KO (ciosy)                              | 1     | 1:25 | UFC Fight Night: Edgar vs. Faber                          | 16.05.2015 | Pasay        |                                                           |
| Przegrana | 9-3    | Nordine Taleb (9-2)              | Decyzja (niejednogłośna)                | 3     | 5:00 | UFC Fight Night: MacDonald vs. Saffiedine                 | 04.10.2014 | Halifax      |                                                           |
| Wygrana   | 9-2    | David Michaud (7-0)              | Decyzja (niejednogłośna)                | 3     | 5:00 | UFC 173                                                   | 24.05.2014 | Las Vegas    | Debiut w UFC                                              |
| Wygrana   | 8-2    | Luke Jumeau (5-1)                | Poddanie (duszenie gilotynowe)          | 3     | 3:38 | Legend FC 11                                              | 27.04.2013 | Kuala Lumpur | Zdobył pas mistrzowski Legend FC w wadze półśredniej      |
| Wygrana   | 7-2    | Dan Pauling (8-1)                | Decyzja (jednogłośna)                   | 3     | 5:00 | Legend FC 9                                               | 16.06.2012 | Makau        |                                                           |
| Przegrana | 6-2    | Myung Ho Bae (12-5)              | Decyzja (jednogłośna)                   | 3     | 5:00 | Legend FC 7                                               | 11.02.2012 | Makau        | Pojedynek o pas mistrzowski Legend FC w wadze półśredniej |
| Wygrana   | 6-1    | Alex Niu (1-2)                   | Decyzja (jednogłośna)                   | 3     | 5:00 | Legend FC 5                                               | 16.07.2011 | Hongkong     |                                                           |
| Wygrana   | 5-1    | Tony Rossini (6-2-1)             | Poddanie (duszenie gilotynowe)          | 2     | 1:11 | Legend FC 4                                               | 27.01.2011 | Hongkong     |                                                           |
| Wygrana   | 4-1    | Andrei Liu (2-0)                 | TKO (ciosy pięściami)                   | 1     | 3:43 | Legend FC 3                                               | 24.09.2010 | Hongkong     |                                                           |
| Przegrana | 3-1    | Pat Crawley (6-2)                | Decyzja (jednogłośna)                   | 3     | 5:00 | Legend FC 2                                               | 24.06.2010 | Hongkong     |                                                           |
| Wygrana   | 3-0    | Gong Yuntao (0-1)                | Poddanie (duszenie gilotynowe)          | 1     | 5:29 | AOW 15: Ueyama vs. Aohailin                               | 28.11.2009 | Pekin        |                                                           |
| Wygrana   | 2-0    | Liu Jinwen (5-0)                 | Poddanie (duszenie gilotynowe)          | 1     | 3:05 | Ultimate Martial Arts Combat                              | 18.04.2009 | Pekin        |                                                           |
| Wygrana   | 1-0    | Makhach Gadzhiev (0-1)           | TKO (poddanie po ciosach)               | 2     | 1:02 | AOW 8: Worlds Collide                                     | 22.09.2007 | Pekin        | Debiut w zawodowym MMA                                    |